# Myelochroa galbina
Myelochroa galbina är en lavart som först beskrevs av Erik Acharius, och fick sitt nu gällande namn av Elix & Hale. Myelochroa galbina ingår i släktet Myelochroa och familjen Parmeliaceae.   Inga underarter finns listade i Catalogue of Life.

## Källor

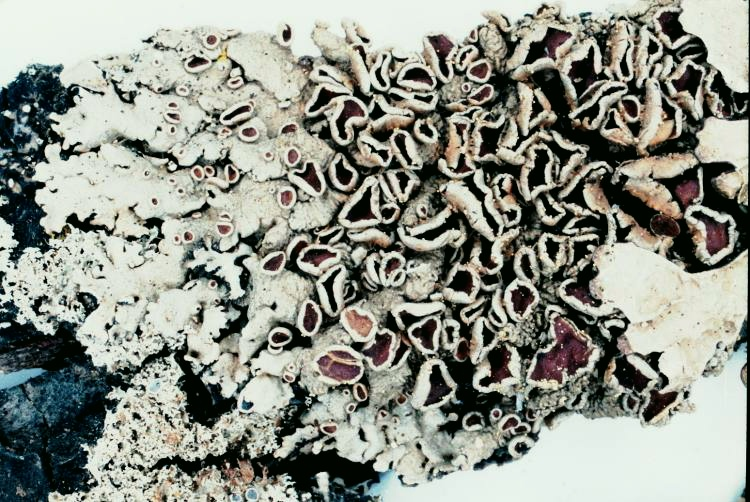
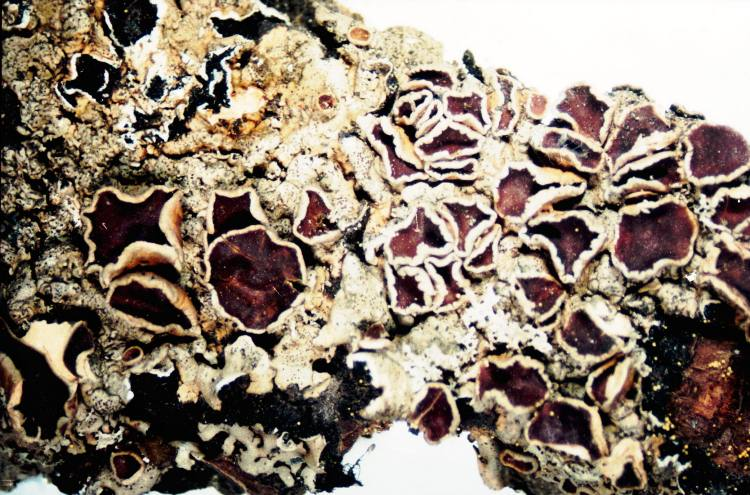
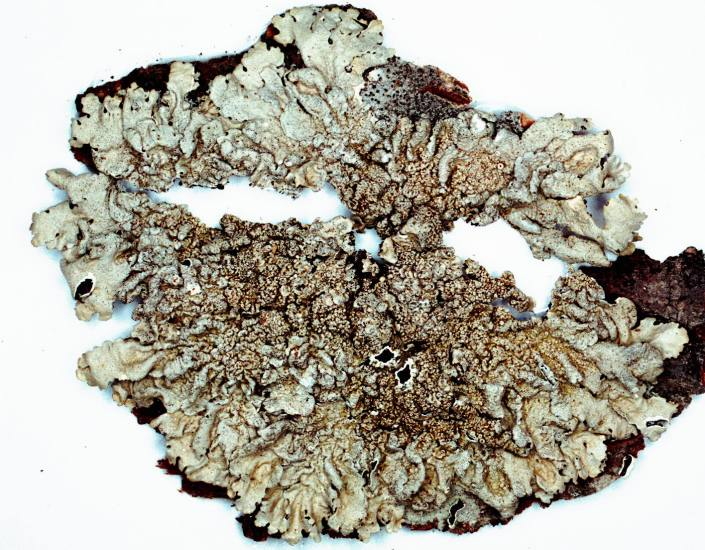
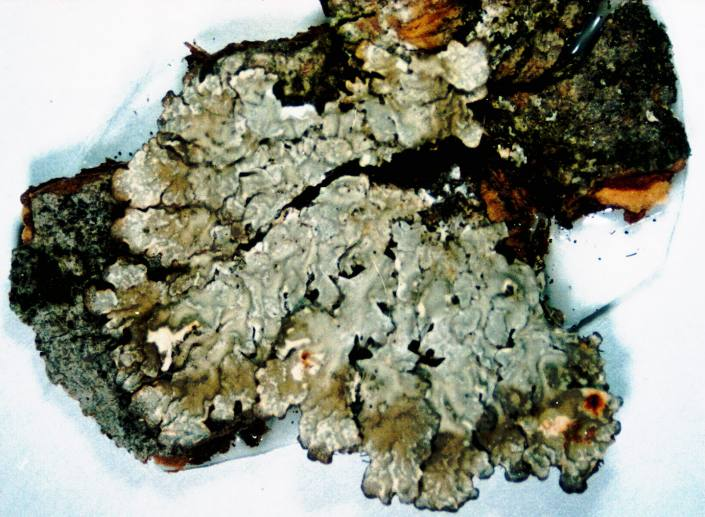
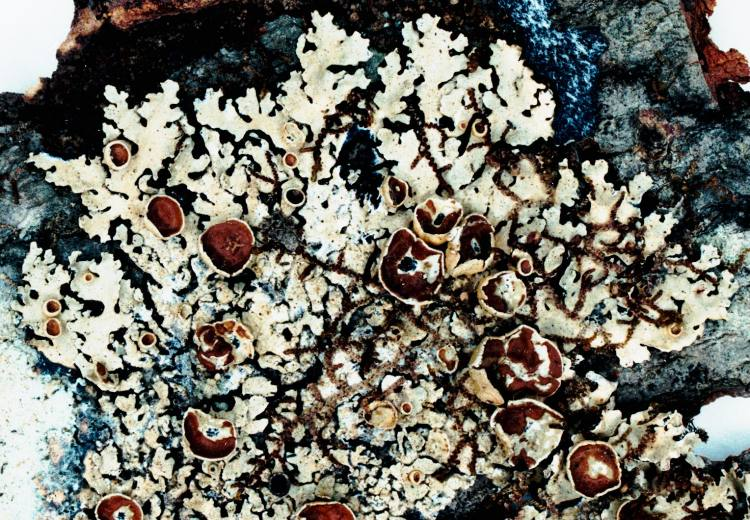